# جون تشارلز توماس
جون تشارلز توماس (بالإنجليزية: John Charles Thomas) هو قاضي ومحامي أمريكي، ولد في 1950 في نورفولك في الولايات المتحدة.